# Orde van Verdienste van de deelstaat Mecklenburg-Voor-Pommeren

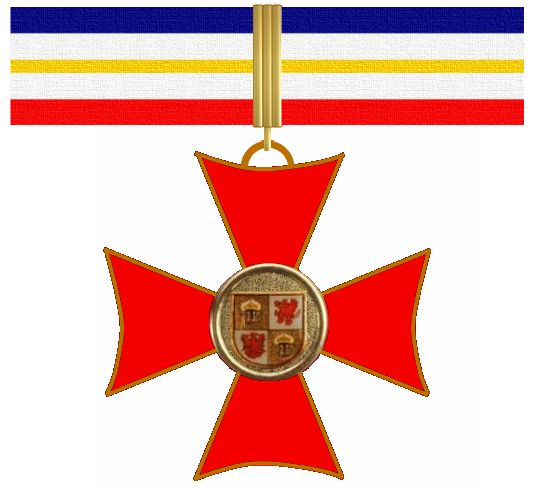
Het kruis van de orde

De Orde van Verdienste van de deelstaat Mecklenburg-Vorpommern, in het Duits: Verdienstorden des Landes Mecklenburg-Vorpommern geheten is de hoogste orde van verdienste van Mecklenburg-Voor-Pommeren, een deelstaat van de Bondsrepubliek Duitsland.
Na de ineenstorting van de DDR werd de orde op 23 april 2001 bij wet ingesteld. Op 1 juni 2002 werd de onderscheiding voor het eerst toegekend door de minister-president van Mecklenburg-Voor-Pommeren.
De minister-president van Mecklenburg-Voor-Pommeren, de ministers voor zover het hun ambtsgebied betreft en de voorzitter van het Parlement, de Landtag mogen voordrachten doen. De minister-president besluit over de benoemingen. Hij kan de dragers de orde ook weer afnemen wanneer blijkt dat zij dit ereteken niet waardig zijn of achteraf niet waardig waren geweest.
De orde kent geen ridders of commandeurs maar zij die het kruis bezitten zijn "drager" van dat kruis. Het kruis wordt door heren aan een lint "en sautoir" gedragen al een commandeurskruis. Dames laten het lint opmaken tot een strik en dragen het kruis op de schouder.
Voor dagelijks gebruik is er een knoopsgatversiering in de vorm van een strikje met een miniatuur van het kruis.

## Het versiersel
Het kruis van de orde is een kruis met gebogen rood geëmailleerde armen en een gouden rand. In het centrale medaillon is op de voorzijde het grote wapen van Mecklenburg-Voor-Pommeren aangebracht. Op de keerzijde staat het devies "Für Verdienste" met op de ring de woorden "Mecklenburg-Vorpommern".
Het lint kreeg de kleuren van de vlag van Mecklenburg-Voor-Pommeren.